# Peripontius
Peripontius is een geslacht van kevers uit de familie  
kniptorren (Elateridae).
Het geslacht werd voor het eerst wetenschappelijk beschreven in 1979 door Elena Gurjeva.

## Soorten
Het geslacht omvat de volgende soorten:
- Peripontius concolor (Desbrochers des Loges, 1875)
- Peripontius cordubensis (Heyden, 1882)
- Peripontius crassus (Buysson, 1906)
- Peripontius dentatus Platia & Schimmel, 1991
- Peripontius dimidiatipennis (Reiche & Saulcy, 1856)
- Peripontius elegantulus Platia, 2003
- Peripontius ingridae Schimmel, 1996
- Peripontius jagemanni Platia & Gudenzi, 2000
- Peripontius juvencus (Buysson, 1887)
- Peripontius oertzeni (Schwarz, 1897)
- Peripontius omissus (Buysson, 1889)
- Peripontius rutilipennis (Illiger, 1807)
- Peripontius saroveci Platia, 2003
- Peripontius schimmeli Zeising & Brunne, 2003
- Peripontius terminatus (Erichson, 1841)
- Peripontius turcicus Platia & Tarnawski, 1998